# Imer von Ramstein
Imer von Ramstein († 17. Juli 1395) war von 1382 bis 1391 Bischof von Basel.

## Leben
Imer entstammte der freiherrlichen Linie des im Jura begüterten, ursprünglich aus dem Sundgau stammenden Adelsgeschlechtes von Ramstein. Seine Eltern waren Rudolf von Ramstein, Freiherr von Zwingen und Gilgenberg und Ita von Weissenburg.
Er ist 1376 als Domherr und 1380 als Domscholaster in Basel belegt. 1381 war er Propst des Stifts Saint-Ursanne. Er wurde 1382 von der Mehrheit des Basler Domkapitels zum Bischof gewählt, während sich eine Minderheit für den Basler Domherrn Werner Schaler entschied. Imer wurde im März 1383 von Papst Urban VI. bestätigt und erhielt am 16. Dezember 1384 von König Wenzel die Regalien. Es gelang Imer sich im Bistum gegen den 1381 von Urban VI. zum Administrator des Bistums ernannten Wolfhard von Ehrenfels und den der avignonesischen Obödienz angehörenden Werner Schaler zu behaupten. Wolfhard verzichtete 1385 gegen eine finanzielle Abfindung und Werner Schaler zog sich 1386 zurück, nachdem er mit dem Tode Leopolds III. in der Schlacht bei Sempach seinen Unterstützer verlor. Endgültig resignierte er 1392. Aufgrund der hohen Schulden des Bistums musste Imer alle Burgen im Jura verpfänden und 1385 der Stadt Basel das Schultheissenamt gewähren. 1391 trat er das Hochstift für sieben Jahre an Habsburg ab. Vor Inkrafttreten des Vertrages ernannte Imer mit Zustimmung des Domkapitels den Strassburger Bischof Friedrich von Blankenheim zum Koadjutor. Papst Bonifatius IX. bestätigte am 13. Oktober 1391 Imers Rücktritt, der sich auf sein Amt als Domkanoniker zurückzog.
Nach seinem Tod 1395  wurde Imer von Ramstein im Basler Münster bestattet.